# Rairiz de Veiga

Rairiz de Veiga là một đô thị trong tỉnh Ourense, thuộc vùng Galicia ở tây bắc Tây Ban Nha.